# Walter Rosenthal

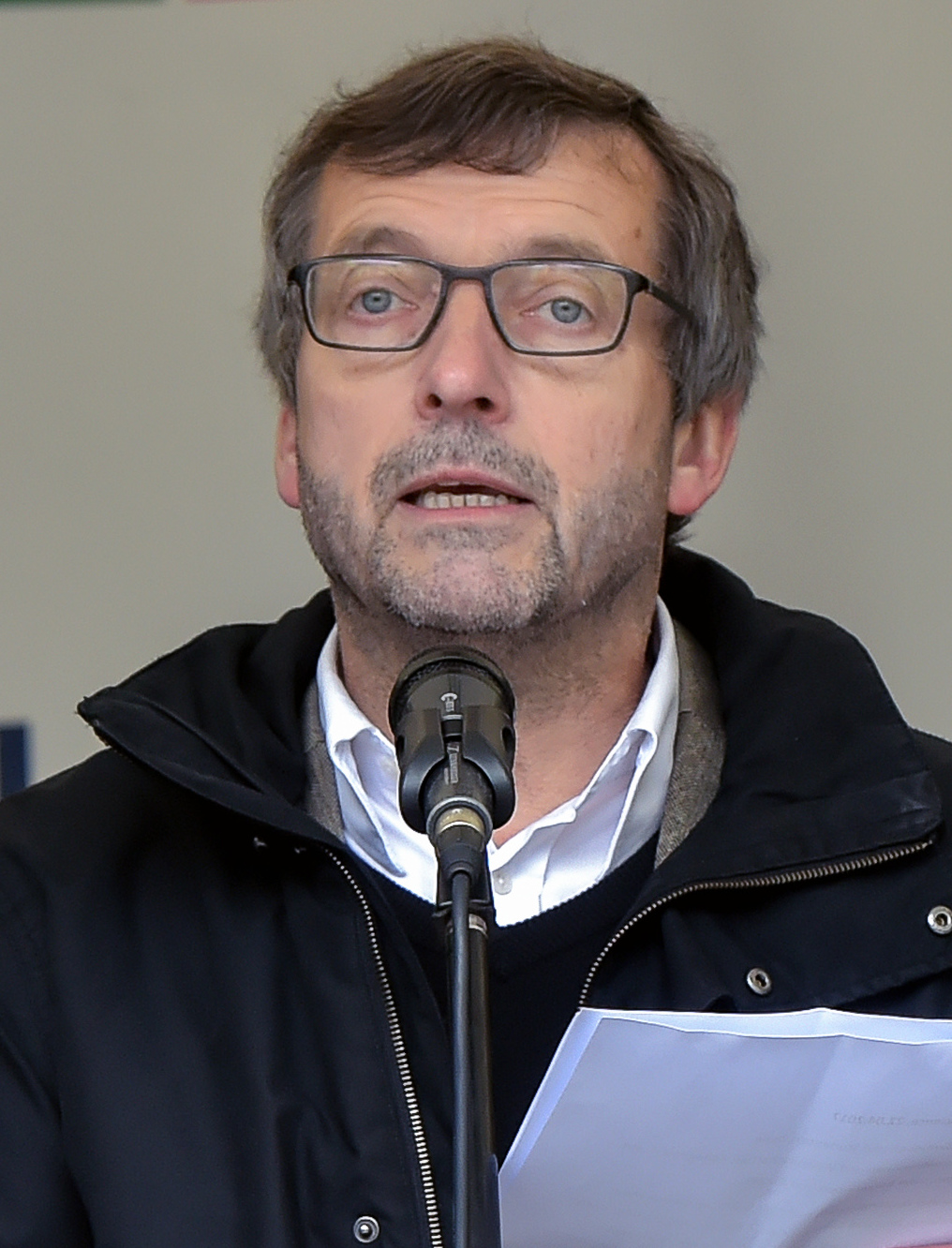
Walter Rosenthal (2017)

Walter Rosenthal (* 11. Oktober 1954 in Siegen) ist ein deutscher Arzt, Pharmakologe und Wissenschaftsmanager. Er ist seit 2023 der Präsident der Hochschulrektorenkonferenz (HRK). Er war von 2014 bis 2023 Präsident der Friedrich-Schiller-Universität Jena. Zuvor war er Stiftungsvorstand und wissenschaftlicher Vorstand des Max-Delbrück-Centrums für Molekulare Medizin (MDC) in Berlin-Buch (2009–2014). Von 1996 bis 2008 leitete er das heutige Leibniz-Forschungsinstitut für Molekulare Pharmakologie (FMP).

## Leben und Wirken
Walter Rosenthal wurde 1954 in Siegen geboren und studierte von 1974 bis 1981 Medizin an der Justus-Liebig-Universität Gießen und am Royal Free Hospital, einem Lehrkrankenhaus in London. Im Jahr 1983 promovierte er in Gießen mit einem pharmakologischen Thema, sieben Jahre später folgte die Habilitation an der Freien Universität Berlin für das Fach Pharmakologie und Toxikologie. Von 1983 bis 1984 war er als wissenschaftlicher Mitarbeiter am Pharmakologischen Institut der Ruprecht-Karls-Universität Heidelberg tätig, anschließend wechselte er bis 1991 an das Institut für Pharmakologie der Freien Universität Berlin.
Von 1991 bis 1993 wirkte er mit einem Heisenberg-Stipendium als Gastprofessor am Baylor College of Medicine in der texanischen Stadt Houston. Im Jahr 1993 wurde er als Professor und geschäftsführender Direktor an das Rudolf-Buchheim-Institut für Pharmakologie der Universität Gießen berufen. Drei Jahre später ging er nach Berlin und übernahm dort den Posten des Gründungsdirektors des Forschungsinstituts für Molekulare Pharmakologie (FMP), dem heutigen Leibniz-Institut für Molekulare Pharmakologie.
Im Januar 2009 wechselte er vom FMP an das Max-Delbrück-Centrum für Molekulare Medizin (MDC) in Berlin-Buch, eine Großforschungseinrichtung der Helmholtz-Gemeinschaft Deutscher Forschungszentren, an dem er zum wissenschaftlichen Direktor und zum Vorsitzenden des Stiftungsvorstandes berufen wurde. Am MDC war er Nachfolger von Walter Birchmeier.
Von 1998 bis 2003 hatte er eine Professur am Institut für Pharmakologie der Freien Universität Berlin inne. Von 2003 bis 2014 war er Professor für Molekulare Pharmakologie am Institut für Pharmakologie der Charité. Von 2014 bis 2020 war er Professor für Zelluläre Signalverarbeitung an der Friedrich-Schiller-Universität Jena.
2014 wurde er zum ersten Präsident der Friedrich-Schiller-Universität Jena gewählt. Im Juni 2019 wurde er von Senat und Universitätsrat einvernehmlich für weitere sechs Jahre im Amt bestätigt. Seit Dezember 2021 verantwortete er als Vizepräsident der Hochschulrektorenkonferenz das Ressort für Forschung, wissenschaftliche Karrierewege und Transfer. Er trat im Herbst 2023 von dem Amt zurück, um sich voll seiner Rolle als Präsident der HRK zu widmen.
2023 wurde Walter Rosenthal mit 226 von 441 Stimmen zum Präsidenten der Hochschulrektorenkonferenz gewählt. Auf seinen Konkurrenten Oliver Günther entfielen 181 Stimmen, es gab 34 Enthaltungen.
Walter Rosenthal gehört verschiedenen nationalen wissenschaftlichen und akademischen Gremien an und äußert sich regelmäßig zu hochschulpolitischen Fragen und zum Wissenschaftssystem.

## Forschung
In früheren Forschungsarbeiten widmete sich Walter Rosenthal biomedizinischen Grundlagen im Vorfeld der Arzneimittelforschung. Er gilt als Experte für Zellkommunikation, insbesondere zelluläre Signaltransduktion. Eine wichtige Entdeckung einer seiner Forschungsgruppen ist eine Substanz, die die Wassereinlagerung in Körpergewebe und damit die Bildung von Ödemen verhindern kann. Zudem hat die Gruppe einen Mechanismus aufgespürt, der den Wasserhaushalt der Niere reguliert.

## Ehrungen und Engagement (Auswahl)
- 2011: Mitglied der Deutschen Akademie der Naturforscher Leopoldina[8]
- 2015: Mitglied der Akademie gemeinnütziger Wissenschaften zu Erfurt
- 2017: Mitglied des Senats der Leibniz-Gemeinschaft[9]
- 2017: Dean der Max Planck Schools[10]
- 2018: Vorsitzender des wissenschaftlichen Beirats des Leibniz-Instituts für Präventionsforschung und Epidemiologie – BIPS GmbH, Bremen[11]
- 2018: Ehrendoktorwürde der Staatlichen Universität Tiflis[12]
- 2019: Mitglied des Hochschulrats der Justus-Liebig-Universität Gießen
- 2021: Vizepräsident der Hochschulrektorenkonferenz für Forschung, wissenschaftliche Karrierewege und Transfer
- 2022: Auszeichnung als „Hochschulmanager des Jahres 2022“ durch das Centrum für Hochschulentwicklung (CHE) und die Wochenzeitschrift Die Zeit[13]
- 2023: Wahl zum Präsidenten der Hochschulrektorenkonferenz[14]

## Ausgewählte Publikationen
- Stefan Offermanns, Walter Rosenthal (Hgg.): Encyclopedia of Molecular Pharmacology. 2. Auflage, Berlin, Heidelberg und New York,  2008.
- Stefan Offermanns, Walter Rosenthal (Hgg.): Encyclopedic Reference of Molecular Pharmacology. Berlin, Heidelberg und New York, 2004.